# Phyllanthus dusenii
Espèce
Phyllanthus dusenii est une espèce de plantes à fleurs de la famille des Phyllanthaceae. Elle a été décrite par John Hutchinson en 1911 dans le Bulletin of Miscellaneous Information Kew.
Son épithète spécifique dusenii rend hommage au botaniste suédois Per Karl Hjalmar Dusén.